# Оніцев Павло Іванович
Павло Іванович О́ніцев (нар. 29 серпня 1897, с. Неверово, Тверська губернія, Російська імперії — 25 січня 1963, м. Харків) — фармаколог. Доктор медичних наук (1959), професор (1961).

## Біографія
Павло Оніцев народився 29 серпня 1897 року у с. Неверово, Тверської губернії у Російській імперії.
У 1923 році закінчів Одеський медичний інститут. Потім певний час був лікарем.
Протягом 1933—1936 років обіймав посаду завідувача кафедри фармакології Полтавського медичного інституту.
Павло Оніцев у період 1937—1941 та 1947—1957 років працював завідувачем фармакологічної лабораторії Харківського науково-дослідного хіміко-фармацевтичного інституту.
Паралельно з 1947 по 1948 працював у Харківському медичному інституті, а з 1948 по 1954 обіймав посаду завідувача кафедри фармакології Харківського ветеринарного інституту.
У 1957 році Павло Оніцев став завідувачем відділу фармакотерапії Українського інституту експериментальної ендокринології (тепер — Інститут проблем ендокринної патології НАМН України, і працював на цій посаді до 1963 року.
У 1959 році став доктором медичних наук, а у 1961 році йому було просвоєне вчене звання професора.
Помер 25 січня 1963 року у м. Харкові.

## Науковий доробок
Павло Оніцев займався вивченням фармакодинаміки бутаміду, хлорбутаміду та інших сполук, які мали цукрознижувальний ефект.
Основні праці
- Исследование ретракции кровяного сгустка при малярии // Одес. мед. журн. 1930. № 3
- О классификации сердечных гликозидов // Сб. тр. Харьков. вет. ин-та. 1942. Т. 22
- О биологической активности сердечных средств // Там само. 1954. Т. 22
- Водорастворимые основы для суппозиториев и мазей // Мед. пром-сть. 1956. № 4 (співавт.)
- Действие гитоксина на сердечно-сосудистую систему // Фармакология и токсикология. 1957. № 2 (співавт.).